# Challapalca
Challapalca es una localidad peruana, ubicada en el distrito de Tarata, perteneciente a la provincia homónima del departamento de Tacna, al sur del Perú. En el 2017 tenía una población de 395 habitantes según el INEI.